# Sylvia's Mother
Sylvia's Mother is een lied uit 1972 van de Amerikaanse band Dr. Hook & The Medicine Show.
Sylvia's Mother werd geschreven door singer-songwriter Shel Silverstein. Het staat op het album Dr. Hook and the Medicine Show uit 1971 en werd in 1972 de eerste internationale hit voor Dr. Hook. Het lied kwam op een vijfde plaats in de Billboard Hot 100 en op een tweede plaats in de UK Top 40. In zowel de Nederlandse Top 40 als de Hilversum 3 Top 30 reikte het tot een derde plaats. In Australië en Ierland was het een nummer-één-hit.

## Betekenis
In Sylvia's Mother probeert de zanger vanuit een telefooncel contact te krijgen met zijn ex-vriendin Sylvia om afscheid te nemen. De telefoon wordt echter opgenomen door haar moeder (Mrs. Avery), die ondanks smeekbedes weigert haar dochter te roepen. Intussen lopen de gesprekskosten op, de telefoniste meldt steeds weer dat er geld moet worden ingeworpen.
Sylvia's Mother is autobiografisch, waarbij songwriter Shel Silverstein voortbouwt op zijn mislukte poging om een mislukte relatie nieuw leven in te blazen. Silverstein was verliefd geweest op een vrouw genaamd Sylvia Pandolfi. Ze verloofde zich later met een andere man en belandde als museumconservator bij het Museo de Arte Carrillo Gil in Mexico-Stad.
Bon Jovi coverde het nummer voor de live-dvd This Left Feels Right Live (2004). De Britse band The Men They Couldn't Hang schreef een vervolg op Sylvia's Mother, getiteld Mrs. Avery. Dit nummer verscheen in 2009 op het album Devil on the Wind.

## Hitnoteringen

### Nederlandse Top 40
| Hitnotering: 15-04-1972 t/m 24-06-1972 | Hitnotering: 15-04-1972 t/m 24-06-1972 | Hitnotering: 15-04-1972 t/m 24-06-1972 | Hitnotering: 15-04-1972 t/m 24-06-1972 | Hitnotering: 15-04-1972 t/m 24-06-1972 | Hitnotering: 15-04-1972 t/m 24-06-1972 | Hitnotering: 15-04-1972 t/m 24-06-1972 | Hitnotering: 15-04-1972 t/m 24-06-1972 | Hitnotering: 15-04-1972 t/m 24-06-1972 | Hitnotering: 15-04-1972 t/m 24-06-1972 | Hitnotering: 15-04-1972 t/m 24-06-1972 | Hitnotering: 15-04-1972 t/m 24-06-1972 | Hitnotering: 15-04-1972 t/m 24-06-1972 |
| Week:                                  | 1                                      | 2                                      | 3                                      | 4                                      | 5                                      | 6                                      | 7                                      | 8                                      | 9                                      | 10                                     | 11                                     |                                        |
| -------------------------------------- | -------------------------------------- | -------------------------------------- | -------------------------------------- | -------------------------------------- | -------------------------------------- | -------------------------------------- | -------------------------------------- | -------------------------------------- | -------------------------------------- | -------------------------------------- | -------------------------------------- | -------------------------------------- |
| Positie:                               | 16                                     | 5                                      | 4                                      | 3                                      | 4                                      | 6                                      | 9                                      | 16                                     | 25                                     | 36                                     | 40                                     | uit                                    |

### Hilversum 3 Top 30
| Hitnotering: 15-04-1972 t/m 10-06-1972 | Hitnotering: 15-04-1972 t/m 10-06-1972 | Hitnotering: 15-04-1972 t/m 10-06-1972 | Hitnotering: 15-04-1972 t/m 10-06-1972 | Hitnotering: 15-04-1972 t/m 10-06-1972 | Hitnotering: 15-04-1972 t/m 10-06-1972 | Hitnotering: 15-04-1972 t/m 10-06-1972 | Hitnotering: 15-04-1972 t/m 10-06-1972 | Hitnotering: 15-04-1972 t/m 10-06-1972 | Hitnotering: 15-04-1972 t/m 10-06-1972 | Hitnotering: 15-04-1972 t/m 10-06-1972 |
| Week:                                  | 1                                      | 2                                      | 3                                      | 4                                      | 5                                      | 6                                      | 7                                      | 8                                      | 9                                      |                                        |
| -------------------------------------- | -------------------------------------- | -------------------------------------- | -------------------------------------- | -------------------------------------- | -------------------------------------- | -------------------------------------- | -------------------------------------- | -------------------------------------- | -------------------------------------- | -------------------------------------- |
| Positie:                               | 21                                     | 8                                      | 5                                      | 3                                      | 4                                      | 6                                      | 7                                      | 10                                     | 22                                     | uit                                    |

### VlaamseRadio 2 Top 30
| Hitnotering: 06-05-1972 t/m 01-07-1972 | Hitnotering: 06-05-1972 t/m 01-07-1972 | Hitnotering: 06-05-1972 t/m 01-07-1972 | Hitnotering: 06-05-1972 t/m 01-07-1972 | Hitnotering: 06-05-1972 t/m 01-07-1972 | Hitnotering: 06-05-1972 t/m 01-07-1972 | Hitnotering: 06-05-1972 t/m 01-07-1972 | Hitnotering: 06-05-1972 t/m 01-07-1972 | Hitnotering: 06-05-1972 t/m 01-07-1972 | Hitnotering: 06-05-1972 t/m 01-07-1972 | Hitnotering: 06-05-1972 t/m 01-07-1972 |
| Week:                                  | 1                                      | 2                                      | 3                                      | 4                                      | 5                                      | 6                                      | 7                                      | 8                                      | 9                                      |                                        |
| -------------------------------------- | -------------------------------------- | -------------------------------------- | -------------------------------------- | -------------------------------------- | -------------------------------------- | -------------------------------------- | -------------------------------------- | -------------------------------------- | -------------------------------------- | -------------------------------------- |
| Positie:                               | 30                                     | 27                                     | 20                                     | 13                                     | 14                                     | 9                                      | 17                                     | 21                                     | 18                                     | uit                                    |

### NPO Radio 2 Top 2000
| Nummer met noteringen in de NPO Radio 2 Top 2000 | '99 | '00 | '01 | '02 | '03 | '04 | '05 | '06 | '07 | '08 | '09 | '10 | '11 | '12  | '13  | '14  | '15  | '16  | '17  | '18  | '19  | '20  | '21  | '22  |
| ------------------------------------------------ | --- | --- | --- | --- | --- | --- | --- | --- | --- | --- | --- | --- | --- | ---- | ---- | ---- | ---- | ---- | ---- | ---- | ---- | ---- | ---- | ---- |
| Sylvia's Mother                                  | 468 | 642 | 360 | 499 | 510 | 366 | 526 | 555 | 558 | 499 | 734 | 670 | 705 | 1217 | 1178 | 1306 | 1442 | 1332 | 1471 | 1719 | 1609 | 1726 | 1929 | 1906 |

1. ↑  Een vetgedrukt getal geeft de hoogste notering aan.
2. ↑  Deze tabel is bijgewerkt tot en met de laatste editie (2024).